# Bristol Buckmaster
Il Bristol Buckmaster era un aereo da addestramento avanzato britannico derivato dal precedente bombardiere Buckingham prodotto dalla stessa azienda, la Bristol Aeroplane Company negli anni quaranta del XX secolo

## Storia del progetto

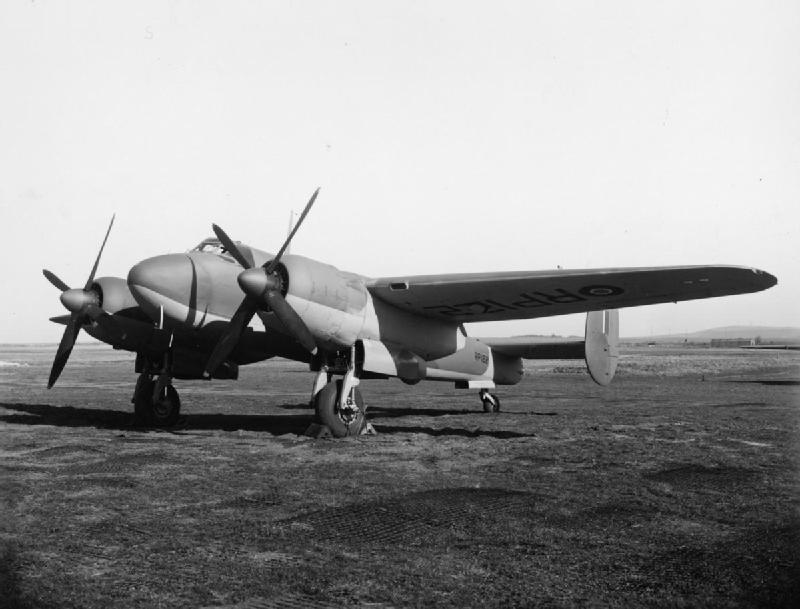
Un addestratore Bristol Buckmaster T.Mk.1 a Boscombe Down nel 1945.

Nell'agosto del 1943 la Royal Air Force si accorse dell'enorme divario tra gli aerei da addestramento avanzato risalenti a prima dello scoppio della guerra, come l'Avro Anson e l'Airspeed Oxford, e le versioni a doppio comando dei Bristol Blenheim e Lockheed Hudson, e gli aerei da combattimento di ultima generazione su cui avrebbero volato i piloti dopo aver conseguito il brevetto.
In risposta alla Specifica T.13 / 43 emessa dall'Air Ministry, la Bristol Aeroplane Company progettò un nuovo velivolo triposto, che utilizzava l'ala del bombardiere tattico Buckingham B.Mk.1 accoppiata a una nuova fusoliera. Questo nuovo aereo ottenne la designazione di Type 166 Buckmaster. Utilizzando cellule incomplete di Buckingham vennero allestiti i due prototipi (TJ714 e TJ717), il primo dei quali andò in volo per la prima volta a Filton il 27 ottobre 1944. All'epoca la produzione in serie dei Buckingham era stata tagliata da 400 unità a 124, e utilizzando le 150 serie di componenti già allestite per altrettanti Buckingham, fu avviata la produzione in serie del nuovo addestratore.

## Descrizione tecnica
Aereo da addestramento avanzato, monoplano ad ala alta, triposto, di costruzione interamente metallica, con un'ala alta che ospitava le gondole dei propulsori. La fusoliera terminava con un impennaggio di coda bideriva. Il carrello d'atterraggio era triciclo posteriore, completamente retrattile. Le gambe principali rientravano all'indietro nella parte posteriore della gondola motore, mentre il ruotino di coda all'interno della parte terminale della fusoliera.
La propulsione era affidata a due radiali Bristol Centaurus 57 a 18 cilindri doppia stella, raffreddati ad aria, eroganti la potenza di 2 585 hp (1 928 kW). Ognuno di essi azionava un'elica quadripala metallica Rotol a passo costante.
L'equipaggio era composto da tre persone: allievo e istruttore, seduti affiancati, e operatore radio subito dietro di essi. Il velivolo era completamente disarmato.

## Impiego operativo
I 110 esemplari di Buckmaster T. Mk.1 ordinati furono consegnati tra il marzo 1945 e l'aprile 1946. Molti degli aerei andarono direttamente presso i depositi, mentre altri furono assegnati a diverse Operational Conversion Unit del Training Command, per la conversione operativa dei piloti destinati ai Brigand e Buckingham, ed alcuni di loro operarono presso il No.8 Squadron di stanza ad Aden con compiti di collegamento. Nel primo dopoguerra vennero utilizzati dal No.45 Squadron e No.238 OCU per l'addestramento al pilotaggio dei bombardieri Avro Lincoln, Boeing Washington e dei pattugliatori marittimi Lockheed P2V Neptune. Gli ultimi Buckmaster prestarono servizio presso la No.238 OCU di Colerne fino alla seconda metà degli anni cinquanta del XX secolo, sostituiti dai Vickers Viking T.Mk.3. Due furono impiegati per compiti sperimentali a Filton, e uno di essi (RP164), dopo essere stato utilizzato per la sperimentazione del sistema antighiaccio destinato all'aereo da trasporto civile Bristol Brabazon, fu in servizio come cellula per uso didattico presso la base aerea di Halton fino al 1958, quando venne demolito.

### Utilizzatori
Regno Unito
- Royal Air Force

### Annotazioni
1. ↑  Unica altra ditta concorrente a rispondere alla specifica fu la Percival, con una versione riprogettata del velivolo da collegamento Petrel.

### Fonti
1. ↑  Bridgeman 1946, p. 113.
2. ↑  Barnes 1964, p. 315.
3. 1 2 3 4 5 6 7  Avions Legendaires.
4. 1 2  Mondey 1994, p. 70.
5. ↑  Barnes 1964, p. 312.
6. 1 2  BaeSystems.
7. ↑  Winchester 2005, p. 94.
8. 1 2  Barnes 1964, p. 316.
9. ↑  Winchester 2005, p. 95.